# أيار الفلسطينيون (فلم)
أيار.. الفلسطينيون هو عمل سينمائي فلسطيني بالأبيض والأسود مدته 44 دقيقة، من إخراج رفيق حجار، وسيناريو سفيان رمحي، وإنتاج الجبهة الديمقراطية لتحرير فلسطين في عام 1974. إذ يسلط الضوء على قضية الشعب الفلسطيني بأسلوب فني راقٍ يمزج بين التاريخ والدراما الإنسانية. يقدم الفيلم رؤية عميقة ومؤثرة لمعاناة الفلسطينيين عبر عدة أجيال، مركزاً على نضالهم المستمر من أجل الحرية والكرامة من خلال تصوير شخصيات واقعية و تجسيد أحداث مؤثرة، ينجح حجار في إيصال رسالة قوية حول الصعود والإصرار رغم التحديات القاسية التي يواجهها الفلسطينيون في حياتهم اليومية.

## الأحداث
يروي حجار قصة الشعب الفلسطيني من خلال رصد أحداث وشخصيات تمثل مختلف مراحل الصراع الفلسطيني-الإسرائيلي. الفيلم يبدأ بتسليط الضوء على شهر أيار، والذي يرتبط بذكرى النكبة الفلسطينية في 15 مايو 1948، حيث تم تهجير مئات الآلاف من الفلسطينيين من أراضيهم بعد إعلان قيام إسرائيل. الأحداث في الفيلم تتناول جوانب متعددة من النضال الفلسطيني ضد الاحتلال الإسرائيلي، حيث يبرز النضال الشعبي من خلال قصص الأفراد والجماعات المقاومة التي خاضت معارك ضد الاستيطان والتهجير. من بين الأحداث التي يتناولها الفيلم عملية ترشيحا الفدائية، التي جاءت كرد على الاستيطان الصهيوني. الفيلم يربط بين الماضي والحاضر، مستعرضًا كيف أن القوة والعنف المستمرين من قبل القوى الإمبريالية والإسرائيلية هما السبب في استمرار معاناة الشعب الفلسطيني. كما يُظهر الفيلم الدور الذي لعبته القوى الكبرى في حرمان الفلسطينيين من حقهم في وطنهم، مُلقيًا الضوء على مسؤوليتها في تصاعد التوترات في المنطقة. من خلال هذه الأحداث، يقدم الفيلم رسالة قوية حول أهمية المقاومة والتصدي للقوى التي تسعى إلى قمع حقوق الشعوب في الحرية والاستقلال.

## الجوائز
نال هذا الفيلم على عدة جوائز، أبرزها:
- الجائزة الذهبية في مهرجان قرطاج عام 1974.

- جائزة دبلوم تكريم في مهرجان لايبزغ السينمائي الدولي عام 1974.
- جائزة اتحاد النقاد السينمائيين العرب في مهرجان قرطاج عام 1974.